# Kaj je novega?
Kaj je novega? je drugi in zadnji studijski album skupine Halo, ki je izšel leta 1999 pri založbi ZKP RTV Slovenija. S skladbo »Luna sije« je skupina leta 1998 ponovno sodelovala na Melodijah morja in sonca. Leta 1999 je potem prišlo do sprememb v zasedbi. Skupino je zapustil Tulio Furlanič, ki se je odločil za samostojno kariero, nadomestila pa sta ga vokalist Freddy Poljšak in bobnar Giulio Rosselli. V tej zasedbi se je skupina s skladbo »Ne vračaj se« tretjič in zadnjič udeležila Melodij morja in sonca.

## Seznam skladb
| Št. | Naslov                 | Pisec                         | Dolžina |
| --- | ---------------------- | ----------------------------- | ------- |
| 1.  | „Nevihta‟              | Danilo Kocjančič/Drago Mislej | 4:10    |
| 2.  | „Ne vračaj se‟         | Jadran Ogrin/Janez Zmazek     | 3:29    |
| 3.  | „Urok‟                 | Zdenko Cotič                  | 4:01    |
| 4.  | „Sexy hit‟             | J. Ogrin/Vanja Valič          | 3:35    |
| 5.  | „Treba se je znajt‟    | D. Kocjančič/D. Mislej        | 3:44    |
| 6.  | „Čas je še‟            | D. Kocjančič/D. Mislej        | 3:40    |
| 7.  | „Nevesta‟              | J. Ogrin/D. Mislej            | 3:15    |
| 8.  | „Zadnji krat‟          | Z. Cotič                      | 3:44    |
| 9.  | „Luna sije‟            | D. Kocjančič/D. Mislej        | 4:55    |
| 10. | „Hvala k.... petek‟    | Z. Cotič                      | 3:49    |
| 11. | „Priznajmo svoj poraz‟ | J. Ogrin/J. Zmazek            | 4:04    |
| 12. | „Na cesti‟             | Z. Cotič                      | 5:00    |

## Zasedba

### Halo
- Danilo Kocjančič – kitara, vokal
- Jadran Ogrin – bas kitara, vokal
- Zdenko Cotič – kitara, slide kitara, orgle
- Giulio Rosselli – bobni
- Freddy Poljšak – vokal